# Vinagre de arroz condimentado
El vinagre de arroz condimentado o awasezu (合わせ酢) es un condimento hecho de vinagre de arroz, azúcar y sal. Además de estos tres ingredientes necesarios, también se usa, aunque raramente, mirin. Se usa frecuentemente en la cocina japonesa, donde se emplea junto con el arroz redondo japonés para elaborar kome (el arroz pegajoso del sushi). Aunque puede prepararse en casa, también puede encontrarse awasezu a la venta en supermercados.
- Datos: Q7441924